# Santa Cruz de Grío
Santa Cruz de Grío è un comune spagnolo di 212 abitanti situato nella comunità autonoma dell'Aragona.